# Peciu Nou
Peciu Nou (in ungherese Újpécs, in tedesco Neupetsch o Ulmbach, in serbo Улбеч?, Ulbeč) è un comune della Romania di 4869 abitanti, ubicato nel distretto di Timiș, nella regione storica del Banato. 
Il comune è formato dall'unione di 3 villaggi: Diniaș, Peciu Nou, Sânmartinu Sârbesc.